# 署名權
在版权法中，署名權是作者所享有的在其创作的原著及其复制品上标明其身份的权利。在軟件領域，软件开发者也享有在軟件上表明其软件开发者身份的权利。作者的署名权不仅适用于原作及其复制品，也適用於以原作为基础的再創作作品。